# Mahua Dabra Haripura
Mahua Dabra Haripura – miasto w północnych Indiach w stanie Uttarakhand, na zagórzu gór Siwalik.
Populacja miasta w 2001 roku wynosiła 6110 mieszkańców.